# アンゼルム・フランツ
アンゼルム・フランツ（ドイツ語: Anselm Franz; 1900年1月21日-1994年11月18日）は、オーストリアの先駆的なジェットエンジン技術者。 第二次世界大戦中ナチスドイツの下で世界初の量産ターボジェットエンジンであるユモ004(メッサーシュミット Me262等で使用)を開発したことで知られ、 戦後ペーパークリップ作戦の一環で移住したアメリカでもターボシャフトエンジンの設計(史上初のヘリコプター用ターボシャフトエンジンであるライカミング T53を含む) をはじめ、ライカミング T55、AGT1500(アメリカの主力戦車M1エイブラムスのエンジン)および世界初の高バイパスターボファンエンジンPLFIA-2などの業績を残した。

## 若齢期
フランツは1900年1月21日、オーストリア、シュタイアーマルク州のシュラトミングで生まれ、 グラーツ工科大学で機械工学を専攻し、ベルリン・フンボルト大学から博士号を授与された。フランツは油圧トルクコンバータを開発していたベルリンの企業で設計技師として働いた。

## ユンカース航空機
1936年、フランツはユンカース航空機に入社し、 1930年代の大半、スーパーチャージャーおよびターボチャージャー開発の責任者を務めた。
公式には何の関心も集めなかったが、そのうちハインケル社でハンス・フォン・オハインの最初のジェットエンジンが稼働し始めた。ヘルムート・シェルプ(Helmut Schelp)とハンス・マウホ(Hans Mauch)は帝国航空省(Reichsluftfahrtministerium: RLM)で既存のエンジン会社をジェットエンジン開発に引入れようと試みつつ、いわば「裏口」を通じて開発を続けようとしていた。1939年初頭のある日ユンカースを訪問したシェルプらに、ユンカースの技術担当取締役オットー・マーダーはたとえアイデアに価値があるように見えてもそれを担当する適任者がいないと言った。シェルプはフランツがターボコンプレッサーの仕事で積み上げた経験はその種の仕事にとって完璧なものであろうと示唆した。
計画は1939年の終わりに準備され、 最初はスーパーチャージャー部門から引抜かれた極少規模なチームからなっていた。ハインケル社の遠心式圧縮機(centrifugal compressor)でなく、ユモはより小さな前面面積(frontal area)を目指して軸流式圧縮機(axial compressor)を使うことにした。この例外を除けばその他の設計は極めて保守的であり、6フレーム1連のカン型燃焼室が単一のアニュラー型燃焼室の代わりに用いられ(参考: 燃焼器#燃焼器の形式)、 圧縮比は 3.14:1 と低く抑えられた。フランツは開発の焦点をエンジン性能より市場投入時期に置いた。これは実際に動作するエンジンを素早く産み出せなければ、この計画自体が打ち切られるのを避けるためだった。
実験的な004Aの単体試験(testbed run)は1940年の春に初めて行われ、そして全速試験(full speed run)は1941年1月に実施された。このエンジンは1942年3月15日、双発機メッサーシュミット Bf110に取付けられて飛行し、 多くのA型エンジンが引渡された後、同年7月18日、004Aが取付けられたメッサーシュミット Me262が初飛行を行った。航空省は最終的に設計に関心を示し、生産品質型の80基を発注した。新開発の004B型には多くの変更が加えられていたが、振動(vibration)と劣化疲労(fatigue)問題に直面し、提供開始が大幅に遅れた。エンジンが連続50時間の運転を繰返し成功させ、生産がフル稼働に入るのは1944年春以降にずれ込んだ。しかしながらドイツ空軍のジェット機の大半を駆動し続けたのはこのエンジンだった。

## ペーパークリップ作戦
フランツは戦後ペーパークリップ作戦の一環としてアメリカ合衆国へ移住し、 ライト・パターソン空軍基地でエンジン関連の諸問題に関し、一時アメリカ空軍と協働した。 フランツはアメリカ移住後もナチスドイツの軍用革コート(ナチスの記章は外していた)を着ていることで有名だった。
1951年、タービン部門を立ち上げるためライカミング・エンジンズ社に請われて転職した。タービン部門はストラトフォード (コネチカット州)の未使用の工場にあった。 ここではフランツは巨大企業(ゼネラル・エレクトリック(GE)とプラット・アンド・ホイットニー(P&W))によって現在提供されていないエンジン領域に焦点を当てる事にし、結局ヘリコプターエンジンに落ち着いた。フランツが最初設計したライカミング T53は 史上最も普及したターボシャフトエンジンの1つであり続け、ベル・エアクラフト社のUH-1 ヒューイ と AH-1 コブラ ヘリコプターおよびOV-1 モホーク 地上攻撃機等のエンジンとして採用されている。引続き更に大型のT55を成功させ、これを小型化したターボファンエンジンでも成功をおさめた。1960年代、フランツは戦車で利用するための新設計エンジンの開発を主導した。これはM1エイブラムス戦車で用いられているAGT1500エンジン へと結実した。

## 引退
1968年、フランツは副社長を最後にライカミング社を退職した。 彼は1994年に亡くなった。

## 賞勲・賞典
- U.S. Army Outstanding Civilian Service Medal
- R. Tom Sawyer Award (アメリカ機械学会)[7]
- オーストリア科学技術名誉十字勲章1級（英語版） (1978)[8]
- オーストリア科学技術名誉勲章（英語版） (1984)[9]
- オーストリア共和国戦功名誉金地星付大勲章（英語版） (1995)[10]